# توماس اتیس
توماس اتیس (انگلیسی: Tomás Attis؛ زادهٔ ۲ اکتبر ۱۹۹۹) بازیکن فوتبال اهل آرژانتین است.